# Eutelsat Americas

Logo seit 2020

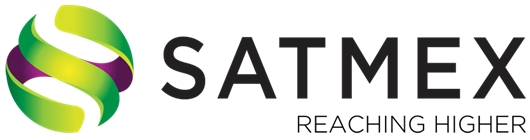
Logo (1997–2014)

Logo (1968–1997)

Eutelsat Americas (vormals SATMEX, Satélites Mexicanos) ist ein mexikanischer Betreiber von kommerziellen Kommunikationssatelliten.

## Geschichte
Das Unternehmen entstand am 26. Juni 1997 durch Privatisierung des Satellitensektors der staatlichen Behörde Telecomunicaciones de México (Telecomm). Zu diesem Zeitpunkt betrieb die Telecomm vier geostationäre Satelliten Morelos 1 und Morelos 2 (beide 1985 gestartet), sowie Solidaridad 1 und Solidaridad 2 (1993 bzw. 1994 gestartet). Sie versorgten nicht nur Mexiko, sondern auch andere Teile Lateinamerikas und den Süden der USA.
Der bei der Gründung von SATMEX bereits bei Hughes bestellte Satellit Morelos 3 wurde in SATMEX 5 umbenannt und am 6. Dezember 1998 gestartet. Er befindet sich auf einer geostationären Position bei 116,8° West. SATMEX 6 folgte am 27. Mai 2006 auf 109,2° West.
SATMEX 7 wurde 2012 zusammen mit ABS-2A und ABS-3A bei Boeing bestellt. Der Satellit SATMEX 8 wurde am 26. März 2013 gestartet.
Seit dem 2. Januar 2014 ist SATMEX Teil der Eutelsat-Gruppe. Mit Wirkung vom 7. März 2014 änderte SATMEX seinen Namen in Eutelsat Americas. Der Name der aktiven Satelliten wurde an die von Eutelsat angeglichen; aus SATMEX 7 wurde beispielsweise Eutelsat 115 West B.
2015 baute Boeing einen weiteren Satelliten, der schließlich den Namen Morelos 3 bekam.

## Satellitenflotte
Stand der Liste: 9. Februar 2023
| Name                           | Hersteller                      | Start         | Trägerrakete         | Startplatz              | NSSDC-ID  | Position | Bemerkung     |
| ------------------------------ | ------------------------------- | ------------- | -------------------- | ----------------------- | --------- | -------- | ------------- |
| Morelos 1                      | Hughes Aircraft Company         | 17. Juni 1985 | Discovery (STS-51-G) | Kennedy Space Center    | 1985-048B | 113,5° W | außer Betrieb |
| Morelos 2                      | Hughes Aircraft Company         | 27. Nov. 1985 | Atlantis (STS-61-B)  | Kennedy Space Center    | 1985-109B | 116,8° W | außer Betrieb |
| Morelos 3                      | Boeing Satellite Systems        | 2. Okt. 2015  | Atlas V              | Cape Canaveral          | 2015-056A | 113,1° W |               |
| Solidaridad 1                  | Hughes Space and Communications | 20. Nov. 1993 | Ariane 4             | Centre Spatial Guyanais | 1993-073A | 109,2° W | außer Betrieb |
| Solidaridad 2                  | Hughes Space and Communications | 8. Okt. 1994  | Ariane 4             | Centre Spatial Guyanais | 1994-065A |          | außer Betrieb |
| Eutelsat 115 West A (SATMEX 5) | Hughes Space and Communications | 6. Dez. 1998  | Ariane 4             | Centre Spatial Guyanais | 1998-070A | 116,8° W | außer Betrieb |
| Eutelsat 113 West A (SATMEX 6) | Space Systems/Loral             | 27. Mai 2006  | Ariane 5             | Centre Spatial Guyanais | 2006-020A | 113° W   |               |
| Eutelsat 115 West B (SATMEX 7) | Boeing Satellite Systems        | 2. März 2015  | Falcon 9 v1.1        | Kennedy Space Center    | 2015-010B | 114,9° W |               |
| Eutelsat 117 West A (SATMEX 8) | Space Systems/Loral             | 26. März 2013 | Proton-M             | Kosmodrom Baikonur      | 2013-012A | 116,8° W |               |
| Eutelsat 117 West B (SATMEX 9) | Boeing Satellite Systems        | 14. Juni 2016 | Falcon 9 v1.1        | Cape Canaveral          | 2016-038B | 117° W   |               |